# Strobiderus xianganus
Strobiderus xianganus es una especie de insecto coleóptero de la familia Chrysomelidae.
Fue descrita científicamente en 1992 por Yang in Yang.